# Davidov (Svatava)
Davidov (deutsch Davidsthal) ist eine Ortslage der Minderstadt Svatava (Zwodau) in Tschechien. Sie liegt drei Kilometer nordwestlich von Sokolov (Falkenau an der Eger) und gehört zum Okres Sokolov.

## Geographie
Davidov befindet sich rechtsseitig der Svatava (Zwodau) – unterhalb der Einmündung des Radvanovský potok (Zeidlbach) – im Falkenauer Becken. Im Nordwesten erhebt sich der Svatavský vrch (Steinberg, 508 m. n.m.). Am nördlichen Ortsrand verläuft die Bahnstrecke Sokolov–Klingenthal. Gegen Süden und Südwesten erstreckt sich der Medardsee.
Nachbarorte sind Podlesí im Norden, Olšičky im Nordosten, Svatava im Osten, U Davidova, Šenvert und Sokolov im Südosten, die Wüstung Lísková im Süden, Bukovany und Habartov im Südwesten, Kluč und die Wüstung Čistá im Westen sowie Radvanov, Špic und Josefov im Nordwesten.

## Geschichte
1797 begann in der Gegend der Abbau von Pyrit und Markasit in mehreren kleinen Bauernschächten; für die darunterliegende Kohle hatten die Bauern wenig Verwendung und überließen sie anderen Interessenten. 1804 kaufte der Montanunternehmer Johann David Starck die Zwodauer Braunkohlenschächte der Dörflerschen Gewerkschaft aus Gossengrün auf, drei Jahre später erwarb er auch den Kohlenschacht von Adam Wartus & Cons. aus Zwodau. 1805 wurde er mit dem Josefi-Stollen und Maßen beliehen. Sein Interesse galt anfänglich ebenfalls weniger der Kohle als den darüber im Letten eingelagerten Schwefelkiese. Starck ließ unterhalb der Veitsmühle zunächst eine Schwefelhütte mit zwei Öfen anlegen. 1808 begann er mit dem Bau der Oleumfabrik Davidsthal mit 30 größeren Oleumöfen, die 1810 einschließlich verschiedener Nebengebäude fertiggestellt war und den Betrieb aufnahm. Die Befeuerung erfolgte mit der aus dem Josefi-Stollen geförderten Kohle. Seit der Fertigstellung der Fabrik wurde in Davidsthal nur noch Oleum produziert; den Vitriolstein bezog die Fabrik zunächst aus Hromitz, später aus Altsattl und Littmitz. Im Jahre 1836 wurde die Fabrik um zwei Kammern zur Erzeugung von Schwefelblüte erweitert. Nach Starcks Tod übernahm 1841 sein jüngster Sohn Johann Anton von Starck (1808–1883) die väterlichen Unternehmen.
Im Jahre 1845 bestand die im Elbogener Kreis am Fahrweg von Zwodau nach Hartenberg gelegene und nach Zwodau konskribierte Einschicht Davidsthal aus drei Häusern und dem Mineralwerk der J. D. Starckschen Erben. Pfarrort war Lanz. Bis zur Mitte des 19. Jahrhunderts blieb Davidsthal der Fideikommissherrschaft Falkenau untertänig.
1848 errichteten J. D. Starcks Erben in Davidsthal eine Phosphorfabrik, 1851 kam noch eine Schwefelsäurefabrik mit einem Kammerraum von 25.000 c' hinzu. Nach der Aufhebung der Patrimonialherrschaften bildete Davidsthal ab 1850 eine Ansiedlung der Gemeinde Zwodau im Gerichtsbezirk Falkenau. Nachdem die Schwefelsäurefabrikation anfänglich mit Schwefel aus der eigenen Produktion erfolgt war, wurden ab 1852 dazu Littmitzer Schwefelkiese verwendet. 1853 konzentrierten J. D. Starcks Erben ihre Phosphorherstellung in Kasnau; in der ehemaligen Phosphorfabrik Davidsthal wurden zwei Bleiapparate zur Salzsäureerzeugung eingerichtet. Zwischen 1857 und 1858 entstand eine Spiegelglasfabrik. Die Kohleförderung blieb unbedeutend und erfolgte nur zur Versorgung der Fabriken mit billigem Brennstoff. 1860 wurde hinter der Glasfabrik die neue Tiefbauzeche „Agnes-Schacht“ in Betrieb genommen. Ab 1868 gehörte Davidsthal zum Bezirk Falkenau. Mit der Eröffnung der Buschtěhrader Eisenbahn von Prag nach Eger im Jahre 1870 begann ein großer Aufschwung der Starckschen Braunkohlengruben. Noch im selben Jahre wurden zwei Wasserhaltungs- und eine Fördermaschine aufgestellt, 1871 kamen zwei weitere Fördermaschinen hinzu. Mit der Intensivierung des Braunkohlenabbaus stieg auch der Arbeitskräftebedarf; das Unternehmen errichtete in dieser Zeit eine Arbeiterkolonie. 1872 entstand eine 1200 Klafter lange Schleppbahn vom Agnes-Schacht zum Bahnhof Falkenau der Buschtěhrader Eisenbahn. Im selben Jahre wurde die „Josefi-Zeche“ in Betrieb genommen, deren Baue im Laufe der Zeit eine Teufe von 54 m erreichten. Zu dieser Zeit umfasste der Montankomplex Davidsthal den Braunkohlenbergbau (u. a. Antoni-Zeche bei Davidsthal, St.-Josefi-Zeche bei Lauterbach, Agnes-Zeche, Beamtenwohnhaus und mehreren Arbeiterwohnhäusern), die Oleumfabrik (Oleumhütte mit acht Galeerenöfen, Vitriolsteincalcinierhütte mit zwei Calcinieröfen sowie Magazingebäude mit Vitriolstein- und Oleummagazin und Brennerstube), die chemische Produktenfabrik (Schwefelsäurefabrik, Salzsäurefabrik, Salpetersäurefabrik), die Glasfabrik (zwei Hütten, Pochwerk und Ofenzeugwerkstatt), die Tonwarenfabrik (Töpferwerkstatt, zwei Brennhäuser), die Ziegelhütte (alte und neue Ziegelhütte, Ziegelpresse, Ziegelschuppen) sowie die Wohngebäude bei Davidsthal (Beamtenwohnhaus, Kanzleigebäude, 13 Arbeiterwohnhäuser einschließlich des neuen Wirtshauses). Durch die 1876 in Betrieb genommene Bahnstrecke Falkenau-Graslitz konnte die Schleppbahn verkürzt werden. Da der weiter gestiegene Arbeitskräftebedarf nicht mehr in den Falkenauer Gegend gedeckt werden konnte, warb J. D. Starck in den 1880er und 1890er Jahren tschechische Bergleute mit ihren Familien aus seinen Gruben um Pilsen an. In dieser Zeit erfolgte auch der Umbau von nicht mehr benötigten Industriegebäuden zu Arbeiterwohnhäusern. Bei Haselbach wurde ein neuer Tiefbau der Agnes-Zeche angelegt, dessen Baue eine Teufe von 84 erreichten. 1885 erfolgte die Umwandlung des Unternehmens in die „Montan- und Industrialwerke (vormals J. D. Starck)“. Die Glasfabrik wurde 1894 stillgelegt. In den 1890er hatte sich Zwodau der Wandel von einem bäuerlich geprägten Dorf zu einer Industrie- und Bergarbeitersiedlung vollzogen. Davidsthal entwickelte sich zum Zentrum des gesellschaftlichen Lebens der Arbeiter, nicht nur in der Kolonie, sondern auch der Bewohner der Peterhäuser und der beiden Schmieger-Siedlungen. Der Betrieb aus der Josefi-Zeche wurde 1905 wegen Auskohlung der drei Flöze eingestellt.
Nach dem Ersten Weltkrieg zerfiel der Vielvölkerstaat Österreich-Ungarn, die Kolonie wurde 1918 Teil der neu gebildeten Tschechoslowakischen Republik. In dieser Zeit verließen mehrere tschechische Familien Davidsthal wegen der zunehmenden nationalen Unterdrückung durch chauvinistische deutsche Beamte. In den Jahren 1918–1919 wurde westlich von Davidsthal der Tagebau „Medardi“ aufgenommen. Beim Zensus von 1921 ist Davidsthal als Kolonie von Zwodau ausgewiesen. In der Zwischenkriegszeit fand die Henlein-Bewegung unter den Arbeitern nur geringen Zuspruch. 1928 wurde eine neue Sortieranlage auf der Agnes-Zeche errichtet, die später als „Medard II“ bezeichnet wurde. Nach dem Münchner Abkommen wurde Davidsthal 1938 dem Deutschen Reich zugeschlagen und gehörte bis 1945 zum Landkreis Falkenau an der Eger. Die alte Sortieranlage der Agnes-Zeche wurde 1942 abgebrochen; wegen des Krieges verzögerte sich die Fertigstellung der neuen Anlage bis 1949, nach der Übernahme durch die Grube erhielt sie den Namen „Medard I“. In der Mitte der 1950er Jahre begann die Vereinigung des Tagebaus Medard bei Lísková mit dem Tagebau Libík bei Lítov und die Erweiterung zum Großtagebau; im Zuge dessen wurde 1958 die Tiefbaugrube „Anežka“ (Agnes) stillgelegt. Die Starck-Kolonie wurde 1958 unter Denkmalschutz gestellt, dieser wurde jedoch 1983 wieder aufgehoben. Zwischen 1976 und 1990 gehörte Davidov zur Stadt Sokolov, seit dem 24. November 1990 ist die Kolonie wieder Teil der Gemeinde Svatava. Nachdem im März 2000 die Kohlenförderung im Großtagebau Medard eingestellt worden war, begannen die Rekultivierungsarbeiten. 2018 wurde die Starck-Kolonie teilweise abgebrochen.

## Ortsgliederung
Davidov ist Teil des Katastralbezirkes Svatava.

## Sehenswürdigkeiten
- Medardsee, der Tagebausee mit einer Wasserfläche von 500 ha soll zu einem Erholungszentrum ausgebaut werden.
- Reste der Starck-Kolonie, sie stand von 1958 bis 1983 unter Denkmalschutz[3]